# David Wolf
David Alexander Wolf (født 23. august 1956 i Indianapolis, Indiana) er en amerikansk astronaut med medicinsk uddannelse. 
Hans første rummission var med rumfærgen på STS-58 i 1993. Senere har han været besætningsmedlem på Mir 1997, hvor han opholdt sig i cirka 5 måneder, transporten til Mir var med rumfærge-missionen STS-86 og fra rumstationen med STS-89. I 2002 fløj han til Den Internationale Rumstation med STS-112 et ophold der varede 6 dage.
David Wolf er udvalgt til at være 3. missionsspecialist på rumfærge-flyvningen STS-127 til Den Internationale Rumstation.